# محمد بن فروخ الصفار
محمد بن فروخ الصفار، صاحب كتاب بصائر الدرجات.

## حياته
هو أبو جعفر محمد بن الحسن بن فروخ الصفار، المعروف بالصفار القمي. لم تُحدّد المصادر تاريخ ولادته ومكانها، ومن المحتمل أنّه ولد في قم باعتباره قمّي.
هو أحد المحدّثين وفقهاء الشيعة الإمامية، عُدَّ من أصحاب الحسن العسكري، وله مصنَّفات كثيرة، وروى عن الحسن العسكري كثير من الروايات، وله عنه مسائل كان قد كاتبه بها، ووقَّع اسمه في إسناد أكثر من (745) مورداً من روايات أهل البيت.
وقد عاصر الصفَّار المراحل الأخيرة من عصر الدولة العبَّاسية التي كانت تضطهد الشيعة وأئمّتهم، وتضعهم في السّجون، وبالرغم من ذلك، كانت للصفَّار مكتبات سرِّية مع الحسن العسكري، يجيبه فيها عن استفسارات الشيعة، ثمّ يوصلها بدوره إلى أنصار الإمام ومُحبِّيه، وبذلك يكون قد ساهم في حفظ التراث الشّيعي.
كان الصفَّار من الوجوه العلمية الشيعية البارزة في مدينة قمّ المقدَّسة، حيث اعتمد الشيخ الكليني على كثير من الروايات التي نقلها الصفَّار عن الأئمّة. توفّي عام 290 هـ بمدينة قم.

## أساتذته
من أساتذته:
- إبراهيم بن إسحاق.[7]
- إبراهيم بن محمّد.[7]
- إبراهيم بن هاشم.[7]
- أبو الفضل العلوي.[7]
- أحمد بن إسحاق بن سعد.[7]
- أحمد بن إسحاق أبو علي القمّي.[7]

## تلامذته
من تلامذته:
- الشيخ أبو الحسن علي بن بابويه.[7]
- محمّد بن يحيى العطار.[7]
- محمّد بن جعفر المؤدّب.[7]
- محمّد بن أحمد بن خاقان.[7]
- أحمد بن داود بن عليّ.[7]
- محمّد بن الحسن بن الوليد.[7]

## من أقوال العلماء فيه
هذه جملة من أقوال علماء الشيعة فيه:
- قال النجاشي: «كان وجهًا في أصحابنا القمّيين، ثقة، عظيم القدر، راجحًا، قليل السقط في الرواية، له كتب».[9]
- قال السيّد محمّد باقر الجيلاني الإصفهاني: «الصفّار الذي هو من أعاظم المحدّثين والعلماء، وكتبه معروفة مثل: بصائر الدرجات ونحوه».[10]
- قال التفريشي: «كان وجهاً في أصحابنا القميين، ثقة عظيم القدر راجحاً قليل السقط في الرواية».[11]
- قال الكشي: «محمد بن الحسن  الصفار، المعروف بممولة، روى عن عبدالله بن محمد بن خالد، وروى عنه أبو جعفر محمد بن علي بن القاسم بن أبي حمزة القمي».[12][6]
- قال الشيخ الطوسي: «محمد بن الحسن الصفار، له إليه (عليه السلام) مسائل، يلقب ممولة».[13]

كتاب بصائر الدرجات.

## مؤلفاته
من مؤلفاته:
- بصائر الدّرجات.[7]
- الوضوء.[7]
- التجارات.[7]
- المكاسب.[7]
- الصيد والذبائح.[7]
- الحدود.[7]
- الديات.[7]
- المواريث.[7]
- الزّهد.[7]
- الخمس.[7]
- الشهادات.[7]
- الملاحم.[7]
- الأيمان والنّذور والكفّارات.[7]
- المناقب.[7]
- كتاب فضل القرآن.[7]
- ما روي في أولاد الأئمّة.[7]